# رفع الرجل
رفع الرِّجل (الرجل لغة: من أَصل الفَخِذ إِلى القدم) هو تمرين لتدريب القوة والذي يستهدف العضلة القطنية ( عضلات الفخذ الأمامية). نظرًا لأن عضلات البطن تمرن إسويًا لتثبيت الجسم أثناء الحركة، فإن رفع الرجل يُستخدم أيضًا في كثير من الأحيان لتقوية عضلة البطن المستقيمة والعضلات المائلة الداخلية والخارجية.

## الزوايا

### التمدد
تُرفع الرجل المستلقية بالاستلقاء على الأرض على الظهر. يجري ذلك دون أي أجهزة باستثناء الوسائد أو الأوزان لمزيد من المقاومة. يحذر الممارسون عامة من إبقاء أسفل الظهر على اتصال بالأرض ووضع اليدين على الجانبين أو تحت أسفل الظهر للدعم. بسبب الرفع، فإن الجزء الأصعب من رفع الرجل في وضع الاستلقاء هو عمومًا الجزء الأول عندما تكون الرجلين على الأرض، حيث يكون عظم الفخذ موازيًا للأرض وعموديًا على قوة الجاذبية.

### الاستلقاء على الجانب
تمارين رفع الرجل في وضع الاستلقاء الجانبي تستهدف عضلات الورك المختطفة داخل الفخذ الخارجي. تُجرى بالاستلقاء على الجانب مع دعم يأتي من يد واحدة موضوعة على الأرض والقدم المقابلة موضوعة على الأرض أمام الجزء السفلي من الرجل. مع ثني الرجل العلوية قليلاً واستراحتها، تُرفع الرجل السفلية إلى الأعلى ضد الجاذبية واسترخائها على الأرض.

### الجلوس
رفع الرجل أثناء الجلوس يكون في منتصف الطريق بين رفع الرجل أثناء الاستلقاء ورفع الرجل أثناء التعليق/السحب. تُنجز أثناء الجلوس على سطح مرتفع. عادة ما توضع اليدين على السطح (أو مساند الذراعين) وتحمل بعض وزن الجسم لتقليل الوزن الواقع على الأرداف وزيادة تجنيد البطن.

### التعليق
يمكن أيضًا أداء رفع الرجل معلقًا على شريط علوي. تُعرف هذه التمارين برفع الرجل المعلقة وهي أكثر تحديًا من رفع الرجل أثناء الاستلقاء. يمكن أيضًا إجراؤها على أجهزة أخرى مثل قضبان الانخفاض وكراسي الكابتن ، والتي تنطوي أيضًا على تعليق الجذع في الهواء، إلا أن الضغط من خلال الذراعين مختلف.
يتيح هذا التنوع في رفع الرجل للحوض الدوران بحرية. إنه عمومًا التنوع الأكثر صعوبة بالنسبة لعضلات البطن بسبب الحاجة إلى دعم وزن الحوض بدلاً من مجرد تثبيت محاذاته.إلى جانب ذلك، فمن المحتمل أيضًا أن يكون من الأسهل استخدام الشكل السيئ فيه، لأن المستخدمين قد يستخدمون حركة التأرجح "للغش" من خلال بناء الزخم. إذا لم تُفعل عضلات البطن صحيحًا، يمكن للعمود الفقري أن يمتد بسهولة ويدخل في حالة إمالة الحوض الأمامية . يجب أن يكون هناك إمالة حوضية خلفية إذا كانت الحركة تستهدف العضلة المستقيمة البطنية. يمكن أيضًا إجراء هذه الحركة باستخدام "رافعات البطن" التي تحمل عظم العضد بزاوية 90 درجة من ثني الكتف . يتيح لك هذا القيام بتمارين البطن التقليدية عن طريق رفع الركبتين إلى أعلى بحيث تلمس المرفقين. ومع ذلك، فمن الممكن المساعدة في هذه الحركة باستخدام العضلات الظهرية والعضلات الأخرى لأداء تمديد الكتف .

### القوة
يمكن زيادة متطلبات القوة على العضلات من خلال تغيير الوضعية أو الأجهزة.

### المفاصل
يؤدي تمديد مفصل الركبة (يُطلق عليه غالبًا رفع الرجل المستقيمة ) إلى زيادة متطلبات الرفع على كل من مثنيات الورك والعمود الفقري. كما يسمح لعضلة المستقيمة الفخذية بالمساهمة، سواء في وضعية رفع الرجل المستقيمة في وضع الاستلقاء أو في وضعية رفع الرجل المستقيمة في وضع التعليق، على الرغم من أن العضلة ستكون في حالة قصور نشط في الحالة الأخيرة. يشير المصطلح العام "رفع الرجل" عادةً إلى ركبة منحنية، على الرغم من استخدام مصطلح " رفع الركبة " لتمييزه عن الفئة التي تشمل كلا الاختلافين.

### الأوزان
يمكن أيضًا أداء التمرين باستخدام الأوزان، مثل ارتداء أوزان الكاحل أو الأحذية المرجحة ، أو حمل الدمبل بين القدمين، أو تمرير القدمين من خلال الكيتلبل . تتأثر هذه الأوزان أيضًا بالرافعة المالية المتزايدة للركبة المستقيمة.

### الاستطالة
يفضل بعض الأشخاص رفع الأشياء لأعلى قدر الإمكان من خلال نطاق الحركة الكامل لكل تكرار. يقوم البعض الآخر بتكرارات جزئية النطاق للتركيز على الأجزاء الأكثر صعوبة من التمرين (عادةً عندما تكون الرجل موازية للأرض). يشير "رفع الرجل" عادةً إلى أن التعبئة تحدث فقط في مفاصل الرجل. تستخدم كل من عضلات البطن ( المستقيمة والمستعرضة البطنية ) لتثبيت العمود الفقري تثبيتًا متساوي القياس لمقاومة التمدد والميل الحوضي الخلفي الذي قد يحدث بخلاف ذلك مع رفع الرجلين إلى الأمام. عندما ينثني العمود الفقري القطني، تُشغل العضلة المستقيمة البطنية ديناميًا بدلاً من العمل متساوي القياس، مما يزيد من نشاطها، ولكن يقلل من التأثير المستقر للعضلة المستقيمة البطنية. يُطلق على هذا التنوع اسم رفع الرجل والورك. ترفع الرجل والورك عادة مع تعليق الجسم لأن الحوض يكون أكثر حرية في الدوران. في حالة رفع الرجل أثناء الاستلقاء أو الجلوس، فإن الاحتكاك بين الجزء الخلفي من الحوض والسطح الذي يكون على اتصال به يعيق الدوران.

## الاختلافات المرجحة
يمكن أيضًا إجراء رفع الرجل مع إضافة وزن. يُثبت عادة بين القدمين وقد يكون دمبلًا صغيرًا أو كرة طبية. يمكن رفع كمية كبيرة من الوزن إذا استخدم أسلوب " رفع الركبة " في وضع الوقوف. يُعرف هذا التمرين أيضًا باسم رفع الفخذ ويتضمن حمل قضيب أو دمبل أو كيس رمل على الفخذ. يقوم المتدرب برفع فخذه ورفع الوزن قبل وضع قدمه على الأرض مرة أخرى. يمكن تحقيق نطاق مماثل من الحركة ضد المقاومة باستخدام آلة متعددة الورك. نظرًا لأنه يعمل على تنشيط وتقوية عضلات الورك، فهو يعد تمرينًا مفيدًا للعدائين والقافزين.